# Guerre Han-Nanyue
Expansion vers le sud de la dynastie Han
La guerre Han-Nanyue est un conflit militaire qui oppose la dynastie Han au royaume de Nanyue. En 111 av. J.-C., pendant le règne de l'empereur Han Wudi, les troupes des Han lancent une campagne punitive contre Nanyue, qui s'achève par la conquête du royaume. Cette annexion fait partie de la phase d'expansion vers le sud de la dynastie Han.

## Situation avant la guerre
Le royaume de Nanyue s'étend sur une région située à cheval sur le sud de la Chine et le nord du Vietnam. Il est fondé par Zhao Tuo, un général chinois envoyé par Qin Shi Huang, premier empereur de la dynastie Qin, pour conquérir la région. Après la chute des Qin, Zhao reste sur place et se proclame Roi de Nanyue, fondant ainsi la dynastie des Yue du Sud,. C'est pour cela que, bien qu'il soit roi dans le sud de la Chine, les ancêtres de Zhao sont originaires de la région de Zhengding, dans le nord. Après la fin de la guerre civile qui fait suite à la chute des Qin, la dynastie Han prend le contrôle de la Chine. La création de ce nouveau royaume à la frontière sud de la nouvelle dynastie ne s'accompagne d'aucune menace probante et rien n'indique alors que Zhao Tuo entend empiéter sur le territoire Han. Finalement, en 196 av. J.-C., l'empereur Han Gaozu, le fondateur de la dynastie Han, envoie son conseiller Lu Jia en mission diplomatique à Nanyue pour reconnaître officiellement Zhao Tuo comme étant le roi de ce pays. Malgré cette reconnaissance, les relations entre les Han et le royaume de Nanyue sont parfois tendues. Ainsi, Zhao Tuo déplore l'interdiction imposée par l'impératrice Lü, la veuve de Gaozu, de toute exportation vers Nanyue de marchandises en métal et de femelles de diverses espèces animales. Lassé de ce traitement, Zhao finit par s'auto-proclamer empereur ; en prenant en 183 av. J.-C. le titre d'« Empereur Martial du Sud » (南 武帝), ce qui implique un statut le mettant sur un pied d'égalité avec l'empereur de Chine. Deux ans plus tard, le Nanyue attaque le royaume de Changsha, territoire appartenant à l'empire Han. En 180 av. J.-C., Lu Jia revient en mission diplomatique à Nanyue et pendant les négociations, il réussit à convaincre Zhao Tuo de renoncer à son titre d'empereur et de rendre hommage aux Han en tant que vassal nominal.

## Marche à la guerre

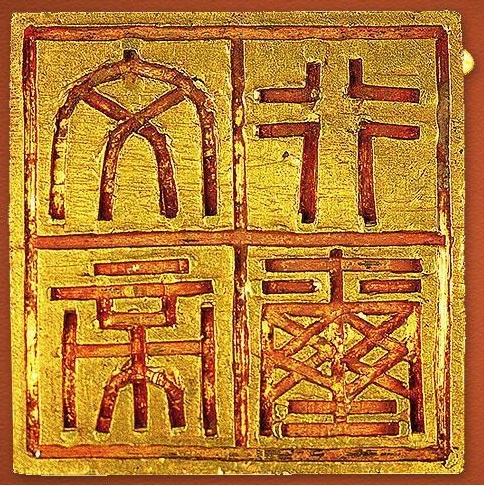
Le sceau royal de Zhao Mo.

En 135 av. J.-C., Zhao Mo le roi de Nanyue demande de l'aide à la cour des Han pour repousser une invasion menée par le royaume de Minyue. Même si les rois de Nanyue n'ont pas rendu hommage régulièrement à la cour des Han, l'empereur Han Wudi décide de répondre a cette demande et d'intervenir rapidement. Les troupes de Minyue se replient peu de temps après, à la suite d'une révolution de palais provoquée par l'arrivée des troupes des Han. Ravi de la promptitude de la réaction chinoise, Zhao Mo accepte d'envoyer son fils Zhao Yingqi servir auprès de l'empereur, au palais impérial à Chang'an.

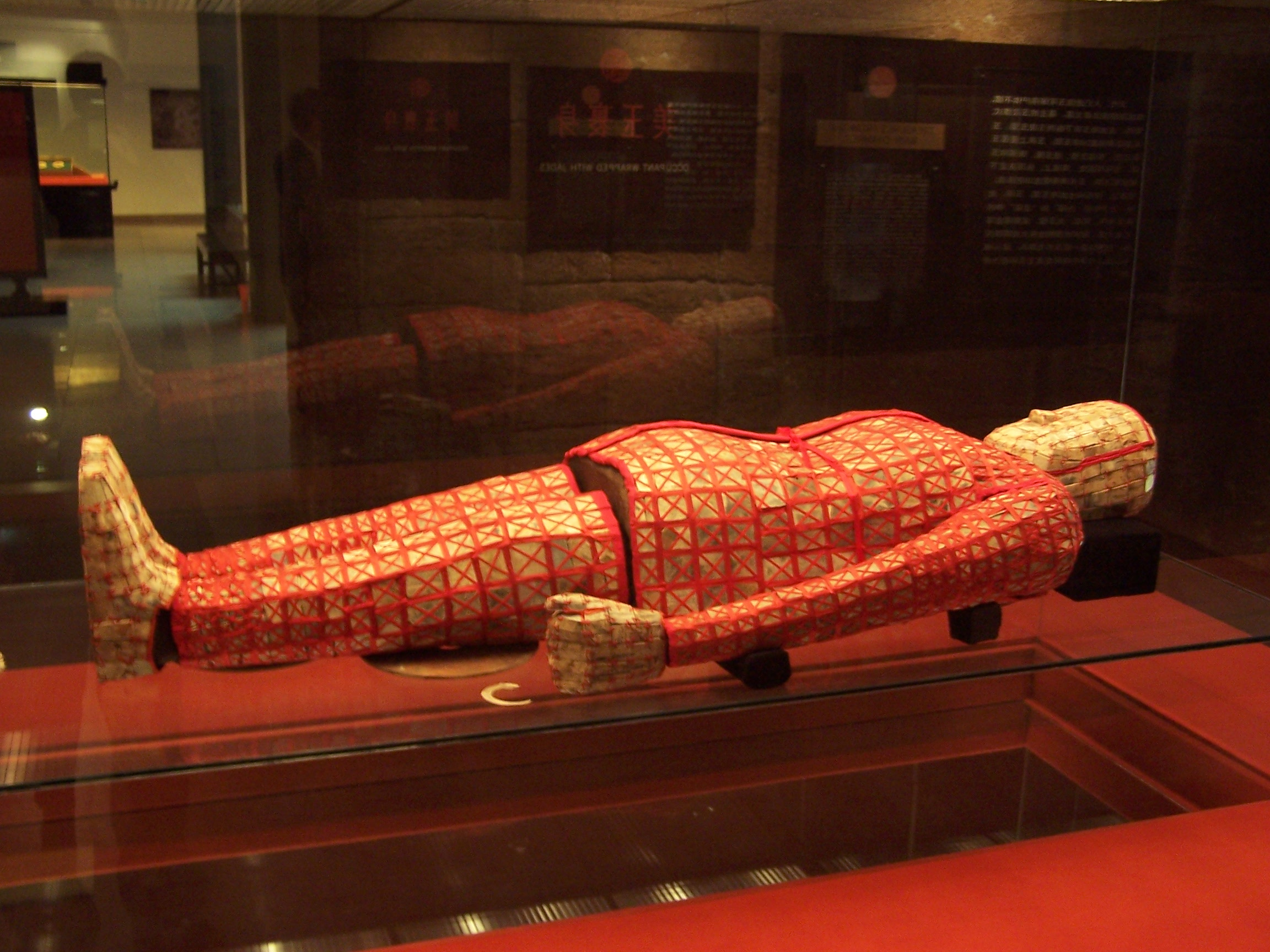
Le linceul de jade du roi Zhao Mo

En 113 av. J.-C., la reine douairière de Nanyue réunit la Cour et propose d'incorporer le royaume à l'empire des Han. Nanyue deviendrait alors un simple royaume semi-autonome, à l'image de ceux qui existent déjà au sein de l'empire chinois. La reine est favorable à cette option, car en plus d'être elle-même d'origine chinoise, elle a été mariée à Zhao Yingqi, le fils de Zhao Mo qui a servi auprès de l'empereur à Chang'an. Cependant, de nombreux ministres de Nanyue s'opposent à cette annexion et se regroupent en une faction dirigée par Lü Jia, le haut fonctionnaire le plus puissant du royaume. En 112 av. J.-C., l'opposition riposte violemment et exécute la reine douairière, le Roi Zhao Xing et plusieurs émissaires des Han.

## Conflit
Ces exécutions sont vues comme une provocation par la cour impériale des Han, qui envoie une puissante force navale attaquer le royaume de Nanyue . Cette expédition regroupe six armées, qui voyagent vers le sud par la mer, ou depuis le Sichuan en descendant le long de la rivière Xi. En 111 av. J.-C., les généraux Lu Bode et Yang Pu marchent sur Panyu, ce qui correspond actuellement à la ville de Guangzhou, et obtiennent la reddition de Nanyue un peu plus tard la même année.
Après la chute de Panyu, Tây Vu Vương, le capitaine de la région de Tây Vu dont le centre est Cổ Loa, se révolte contre la domination chinoise, mais il est tué par son assistant Hoàng Đồng (黄同),.

## Conséquences
Après la conquête de Nanyue en 111 av. J.-C., l'empire Han établi neuf nouvelles commanderies pour administrer les territoires de l'ancien royaume. Après la conquête, le territoire contrôlé par les Han continue de s'étendre plus loin vers le sud-ouest par des expéditions militaires d'importance variable. Cette conquête permet également d'étendre le commerce maritime des Han vers les pays d'Asie du Sud-Est et de l'océan Indien.
Les comtés de Wenxi et Huojia sont fondés par l'empereur Han Wudi en 111 av. J.-C. pour commémorer cette victoire.

## Voir également
- Campagne de la dynastie Qin contre les tribus Yue